# Lomami (Fluss)
Der Lomami ist ein 1.450 km langer linker Nebenfluss des Kongo in der Demokratischen Republik Kongo. 

## Verlauf
Er entspringt im Süden der DR Kongo in der Provinz  Haut-Lomami. Von seiner Quelle, die sich nördlich der Lundaschwelle und westlich von Kamina befindet, fließt der Lomami überwiegend in Richtung Norden. Über Opala erreicht er Isangi, wonach er in den Kongo mündet. 
Im Unterlauf ist der Lomami schiffbar.